# Condado de Rush (Kansas)
El condado de Rush (en inglés: Rush County), fundado en 1867, es uno de 105 condados del estado estadounidense de Kansas. En el año 2005, el condado tenía una población de 3,406 habitantes y una densidad poblacional de 1.8 personas por km². La sede del condado es La Crosse. El condado recibe su nombre en honor a Alexander Rush. 

## Geografía
Según la Oficina del Censo, el condado tiene un área total de 1861 km² (718,5 mi²), de la cual 1860 km² (718,1 mi²) es tierra y 1 km² (0,4 mi²) (0.03%) es agua.

### Condados adyacentes
- Condado de Ellis (norte)
- Condado de Russell (noreste)
- Condado de Barton (este)
- Condado de Pawnee (sur)
- Condado de Ness (oeste)

## Demografía
Según la Oficina del Censo en 2000, los ingresos medios por hogar en el condado eran de $31,268, y los ingresos medios por familia eran $38,821. Los hombres tenían unos ingresos medios de $$25,408 frente a los $20,307 para las mujeres. La renta per cápita para el condado era de $18,033. Alrededor del 9.70% de la población estaban por debajo del umbral de pobreza.

## Transporte

### Autopistas principales
- US-183
- K-4
- K-96

## Localidades
Población estimada en 2004;
- La Crosse, 1,329 (sede)
- Otis, 323
- Bison, 225
- McCracken, 205
- Rush Center, 176
- Liebenthal, 110
- Timken, 82
- Alexander, 72

### Áreas no incorporadas
- - Nekoma

### Municipios
El condado de Rush está dividido entre 12 municipios. El condado no tiene ninguna ciudad independiente a nivel de gobierno, y todos los datos de población para el censo e las ciudades son incluidas en el municipio.

## Educación

### Distritos escolares
- LaCrosse USD 395
- Otis-Bison USD 403